# Романдія

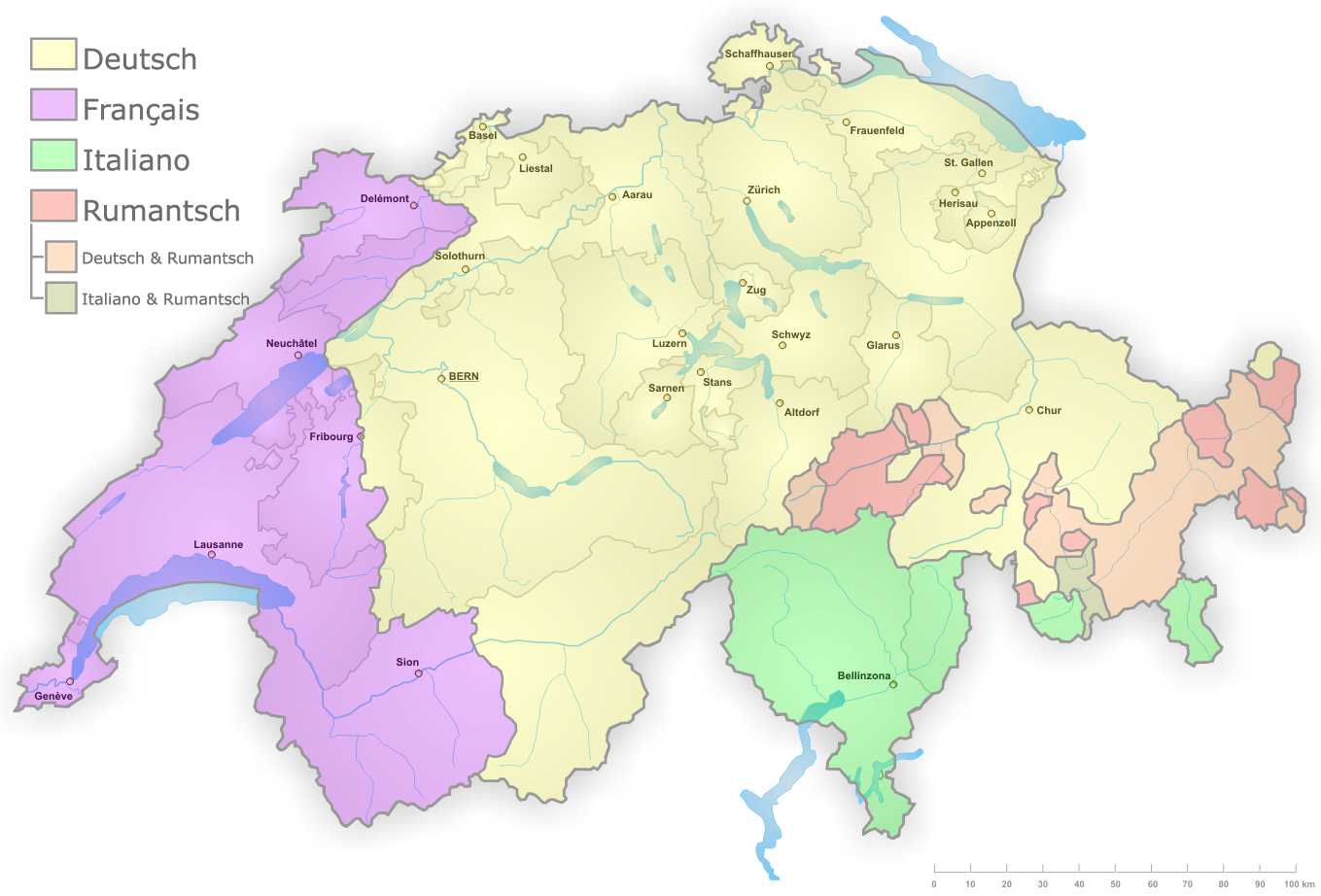
Мовна мапа Швейцарії. Романдія позначена фіолетовим кольором.

Романдія, також Французька Швейцарія, Франкомовна Швейцарія (фр. Suisse romande, нім. Romandie) — франкомовна частина Швейцарської конфедерації, розташована на заході країни. Територіально охоплює швейцарські кантони Женева, Во, Невшатель та Юра, а також франкомовні частини кантонів Берн, Вале та Фрібур. У Романдії проживає близько 2 млн осіб або 24 % населення Швейцарії.

## Мова
Швейцарський варіант французької мови має лише незначні лексичні та граматичні відмінності від французької мови Франції. Існують деякі відмінності в утворенні числівників: наприклад у Франції число 90 утворюється з трьох лексем «чотири-двадцять-десять» (фр. quatre-vingt-dix), а у швейцарській версії існує слово фр. nonante.
Формально та юридично Романдія як регіон не існує, але цей термін використовується для позначення франкомовних жителів Швейцарії та теренів їхнього проживання. Для франкомовних Швейцарії існує державний телевізійний канал — Телебачення Французької Швейцарії (фр. Télévision Suisse Romande, TSR).

## Найбільші міста Романдії
| Місце | Назва        | 1995    | 2000    | 2005    | 2010    | Кантон    |
| ----- | ------------ | ------- | ------- | ------- | ------- | --------- |
| 1.    | Женева       | 173'549 | 174'999 | 178'722 | 187'470 | Женева    |
| 2.    | Лозанна      | 115'878 | 114'889 | 117'388 | 127'821 | Во        |
| 3.    | Біль (місто) | 50'733  | 48'840  | 48'735  | 51'203  | Берн      |
| 4.    | Ла Шо-де-Фон | 37'375  | 36'747  | 36'809  | 37'504  | Невшатель |
| 5.    | Фрібур       | 32'501  | 31'691  | 33'008  | 34'897  | Фрібур    |